# オッディ括約筋

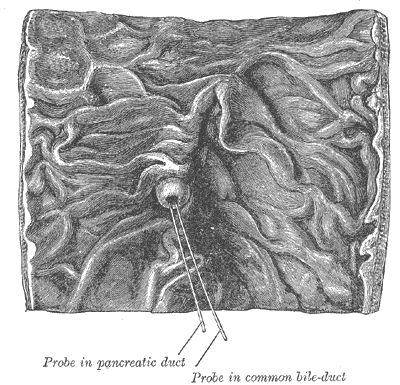

胆管周辺の模式図
肝臓、右肝管、左肝管、総肝管、胆嚢管、総胆管、胆嚢、オッディ括約筋、ファーター膨大部、膵管、膵臓、十二指腸

オッディ括約筋（オッディかつやくきん）とは、十二指腸下行部に開口する総胆管及び膵管の出口に当たる、大十二指腸乳頭周囲に存在する括約筋である。別名、胆膵管膨大部括約筋（たんすいかんぼうだいぶかつやくきん）とも呼ばれる。

## 名称の由来
組織自体はイギリス人解剖学者フランシス・グリッソン（en:Francis Glisson）によって発見されていたが、生理学的な特徴を見出したイタリア人解剖学者ルッジェーロ・オッディにちなんで名付けられた。